# Ambystoma ordinarium
Ambystoma ordinarium is een salamander uit de familie molsalamanders (Ambystomatidae). De soort werd voor het eerst wetenschappelijk beschreven door Edward Harrison Taylor in 1940. Oorspronkelijk werd de wetenschappelijke naam Ambystoma ordinaria gebruikt.

## Verspreiding en leefgebied
Deze soort komt voor in delen van zuidelijk Noord-Amerika en leeft endemisch in Mexico. De salamander komt voor in de noordoostelijke delen van Michoacan de Ocampo, van Morelia naar het zuiden en oosten van El Mirador en nabijliggende locaties in Mexico, op hoogten boven de 2200 meter boven zeeniveau.